# Promieniak wilgociomierz

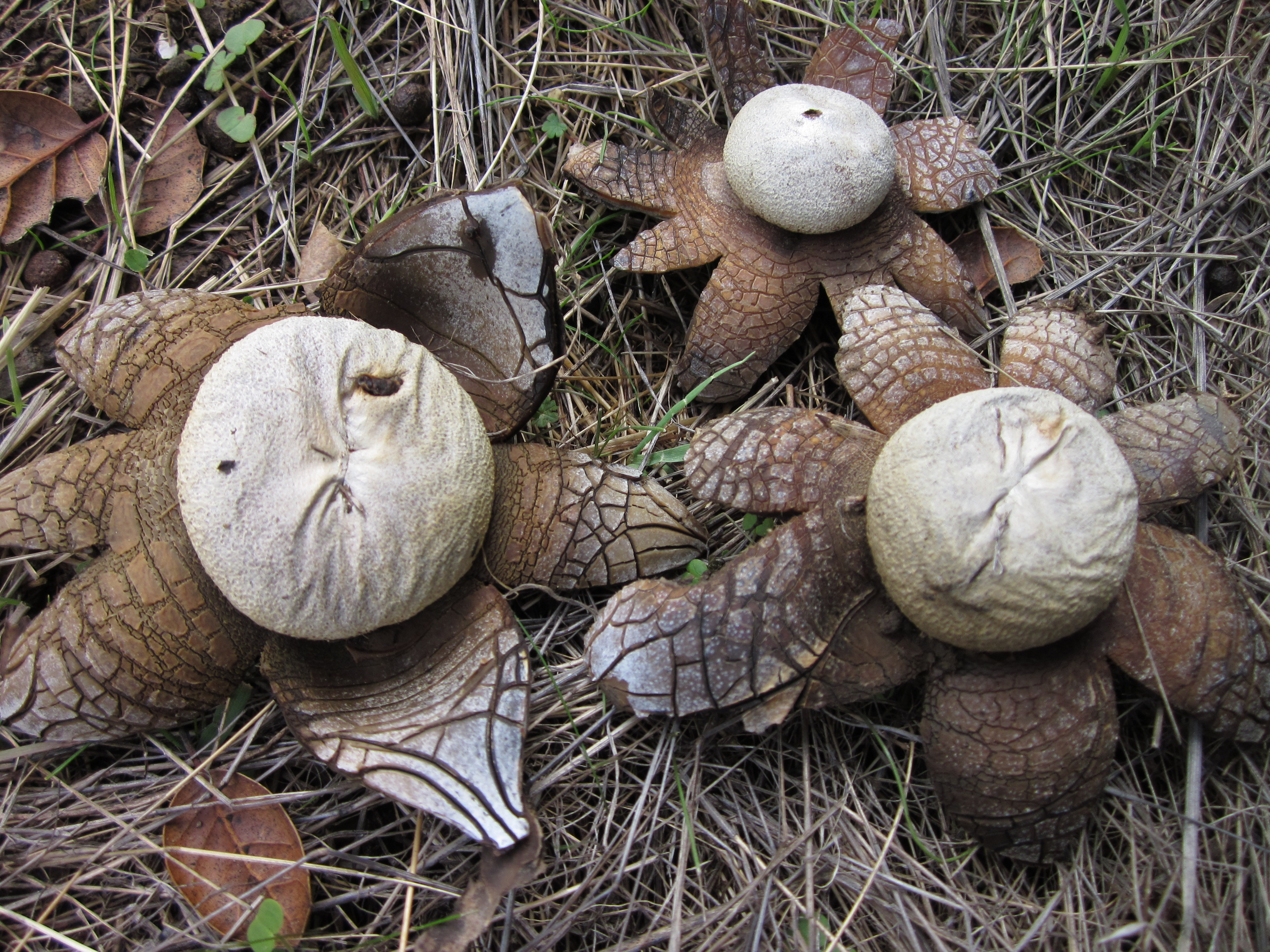

Promieniak wilgociomierz (Astraeus hygrometricus (Pers.) Morgan) – gatunek grzybów z rodziny Diplocystidiaceae.

## Systematyka i nazewnictwo
Pozycja w klasyfikacji według Index Fungorum: Astraeus, Diplocystidiaceae, Boletales, Agaricomycetidae, Agaricomycetes, Agaricomycotina, Basidiomycota, Fungi.
Po raz pierwszy takson ten zdiagnozował w 1801 r. Christian Hendrik Persoon nadając mu nazwę Geastrum hygrometricum. Obecną, uznaną przez Index Fungorum nazwę nadał mu w 1889 r. Andrew Price Morgan, przenosząc go do rodzaju Astraeus.
Synonimy naukowe:
- Astraeus hygrometricus f. decaryi (Pat.) Pat. 1928
- Astraeus hygrometricus f. ferrugineus V.J. Staněk 1958
- Astraeus stellatus (Scop.) E. Fisch. 1900
- Geastrum decaryi Pat.
- Geastrum hygrometricum Pers. 1801
- Geastrum hygrometricum ß anglicum Pers. 1801
- Geastrum stellatum (Scop.) Wettst. 1885
- Geastrum vulgaris Corda 1842
- Lycoperdon stellatus Scop. 1772

Nazwę polską podali Barbara Gumińska i Władysław Wojewoda w 1983 r. W polskim piśmiennictwie mykologicznym gatunek ten opisywany był też pod nazwami: promieniak gwiaździsty i astreusz wilgociomierz.

## Morfologia
Owocniki
Młode owocniki częściowo zagłębione w ziemi. Mają kształt od jajowatego do kulistego. Podczas dojrzewania ich egzoperydium promieniście pęka na kilka do kilkunastu ramion. Podczas wilgotnej pogody rozchylają się one na zewnątrz i wówczas owocnik osiąga średnicę 3–6 cm i odsłania się kuliste endoperydium o średnicy do 2 cm. Podczas suchej pogody ramiona zwijają się ponownie zakrywając endoperydium. Egzoperydium składa się z kilku warstw. Warstwa zewnętrzna jest szarobrązowa, wewnętrzna mas barwę od beżowej do jasnobrązowej i jest popękana na poletka. W młodych owocnikach endoperydium ma brązową, siateczkowato-włókienkowatą powierzchnię, w starszych szarobrązową i gładką. Perystom okrągły o postrzępionej krawędzi. Gleba czekoladowobrązowa, pylista.
Cechy mikroskopowe
Zarodniki brązowe, duże, kuliste, o średnicy 8–10 µm, na obwodzie gęsto pokryte brodawkowatymi kolcami o długości około 1 µm. Nibywłośnia żółta i rozgałęziona.

## Występowanie i siedlisko
Poza Antarktydą występuje na wszystkich kontynentach, a także na wielu wyspach. W piśmiennictwie naukowym na terenie Polski do 2020 r. podano 12 stanowisk dawnych, 12 współczesnych i 15 wątpliwych. Aktualne stanowiska podaje także internetowy atlas grzybów. W latach 1995–2004 objęty był ochroną częściową, a od roku 2004 – ochroną ścisłą grzybów. W opracowaniu Czerwona lista roślin i grzybów Polski jest zaliczony do kategorii gatunków wymierających (E). Znajduje się na czerwonych listach gatunków zagrożonych także w Czechach, Niemczech, Anglii, Holandii.
Naziemny grzyb ektomykoryzowy żyjący w symbiozie z wieloma gatunkami drzew. Występuje w nasłonecznionych i suchych miejscach, głównie na piaszczystych przydrożach, na obrzeżach liściastych lasów, w świetlistych lasach sosnowych, dąbrowach, ciepłolubnych zaroślach. Owocniki wyrastają pojedynczo lub w grupach, zazwyczaj od lipca do września. Mogą przetrwać nawet rok.

## Gatunki podobne
Może być mylony z niektórymi gatunkami gwiazdoszy (Geastrum). Własności higrofaniczne wykazują także gwiazdosz kwiatuszkowaty Geastrum floriforme i gwiazdosz brodawkowy Geastrum corollinum. Promieniak wilgociomierz dróżnia się jednak od nich egzoperydium: jego wewnętrzna warstwa jest popękana na poletka, dużo grubsza i skórzasta. Ma też dużo większe zarodniki.

## Galeria

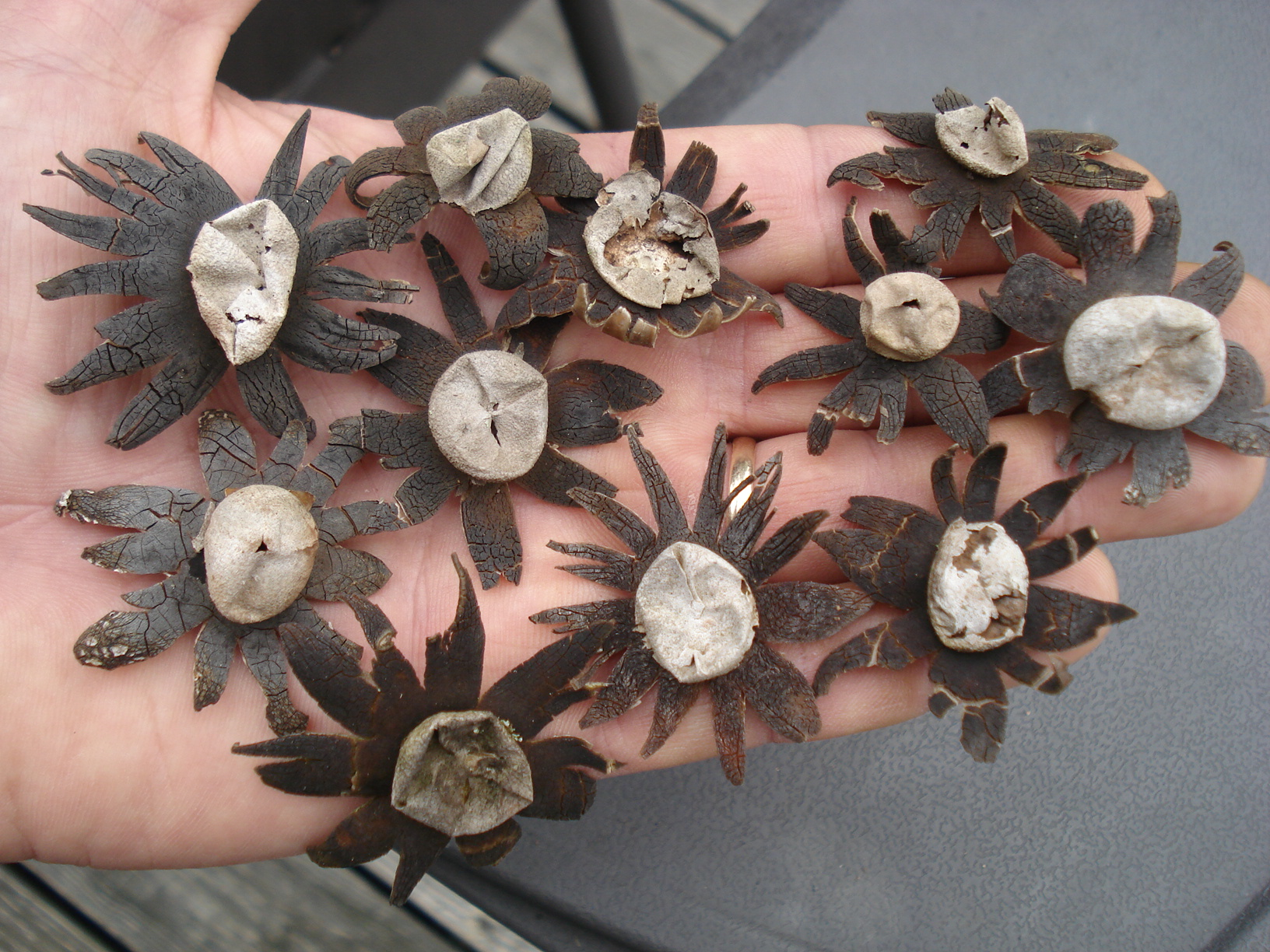
Owocniki Astraeus hygrometricus
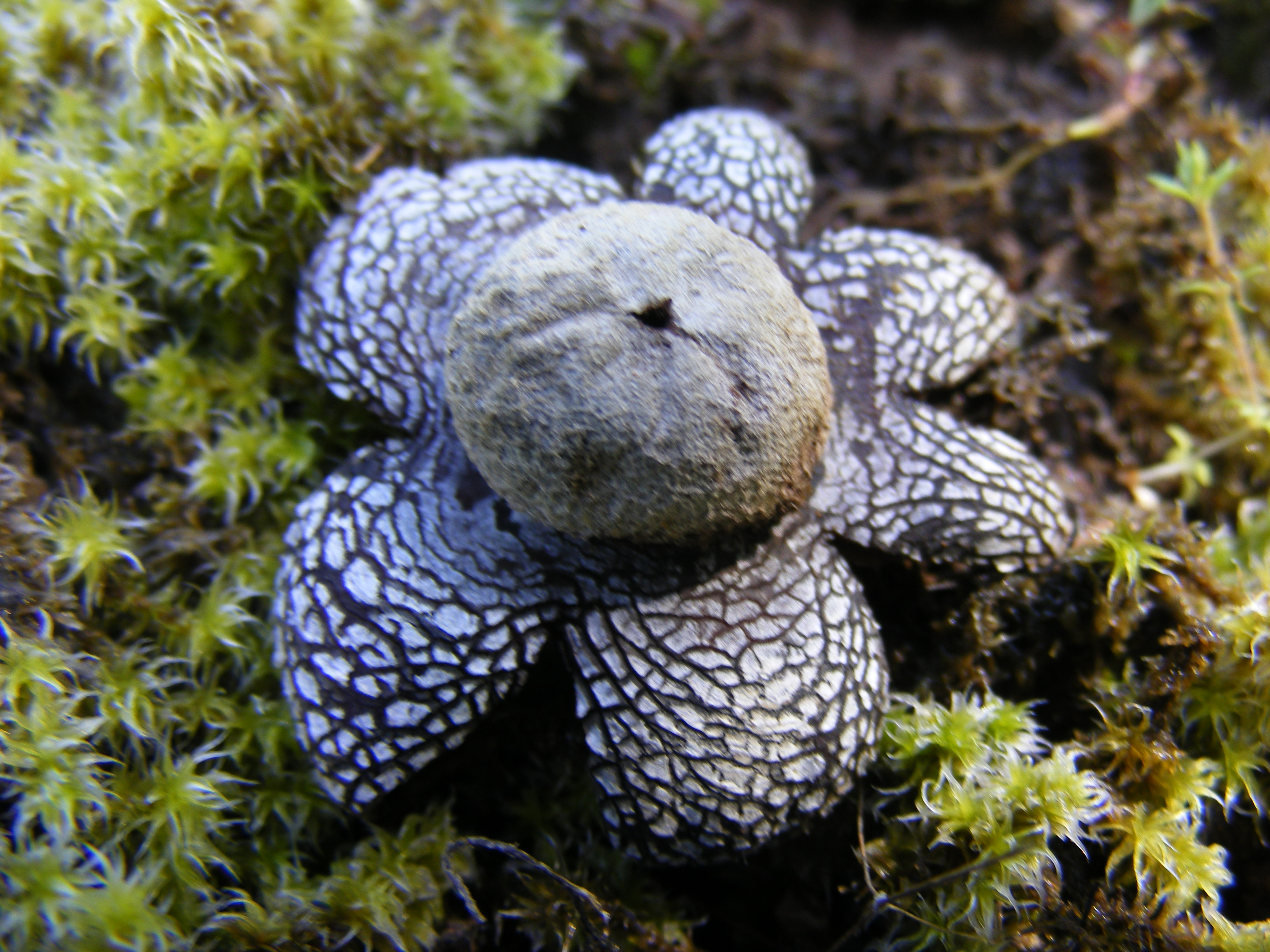
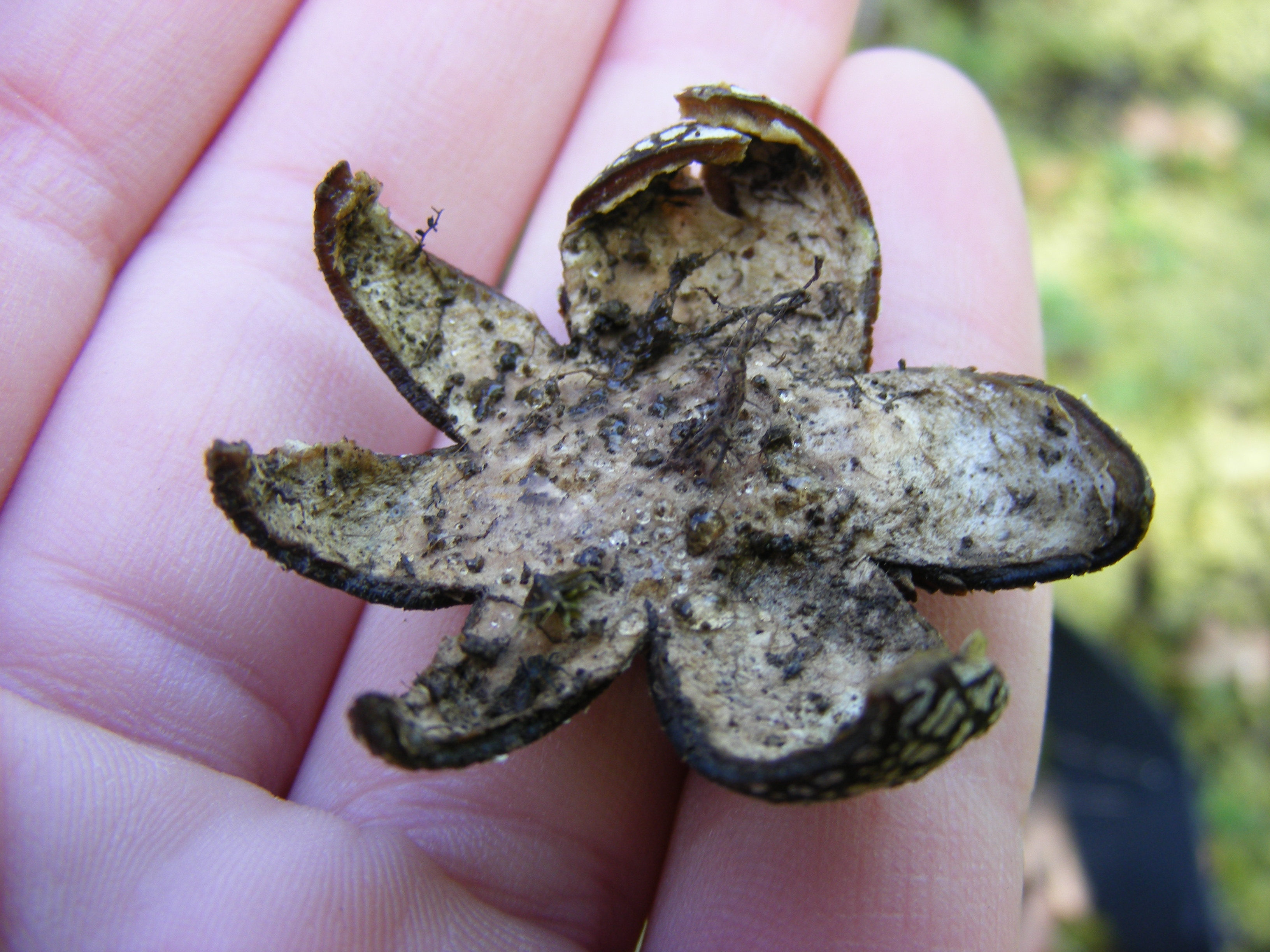
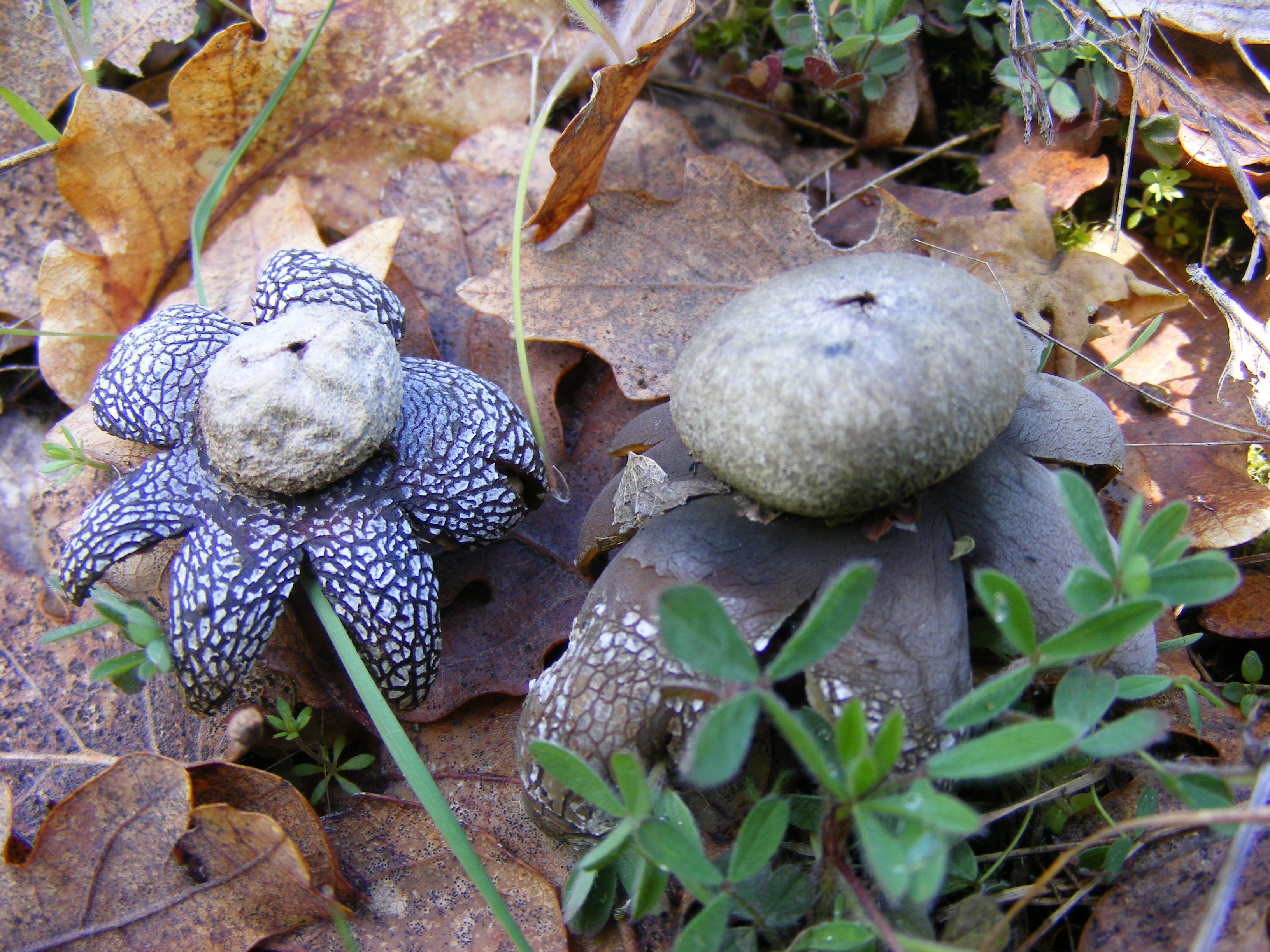
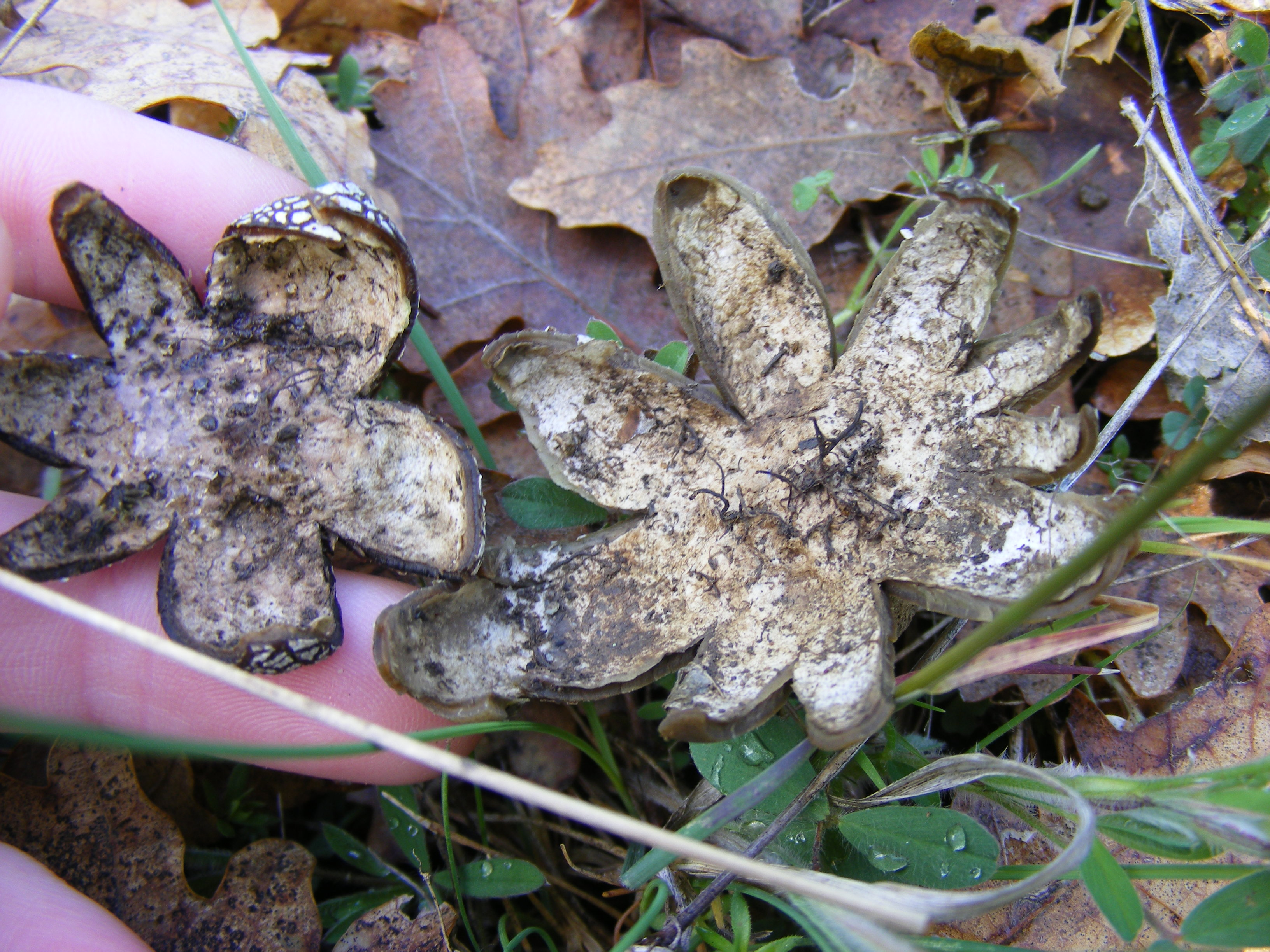
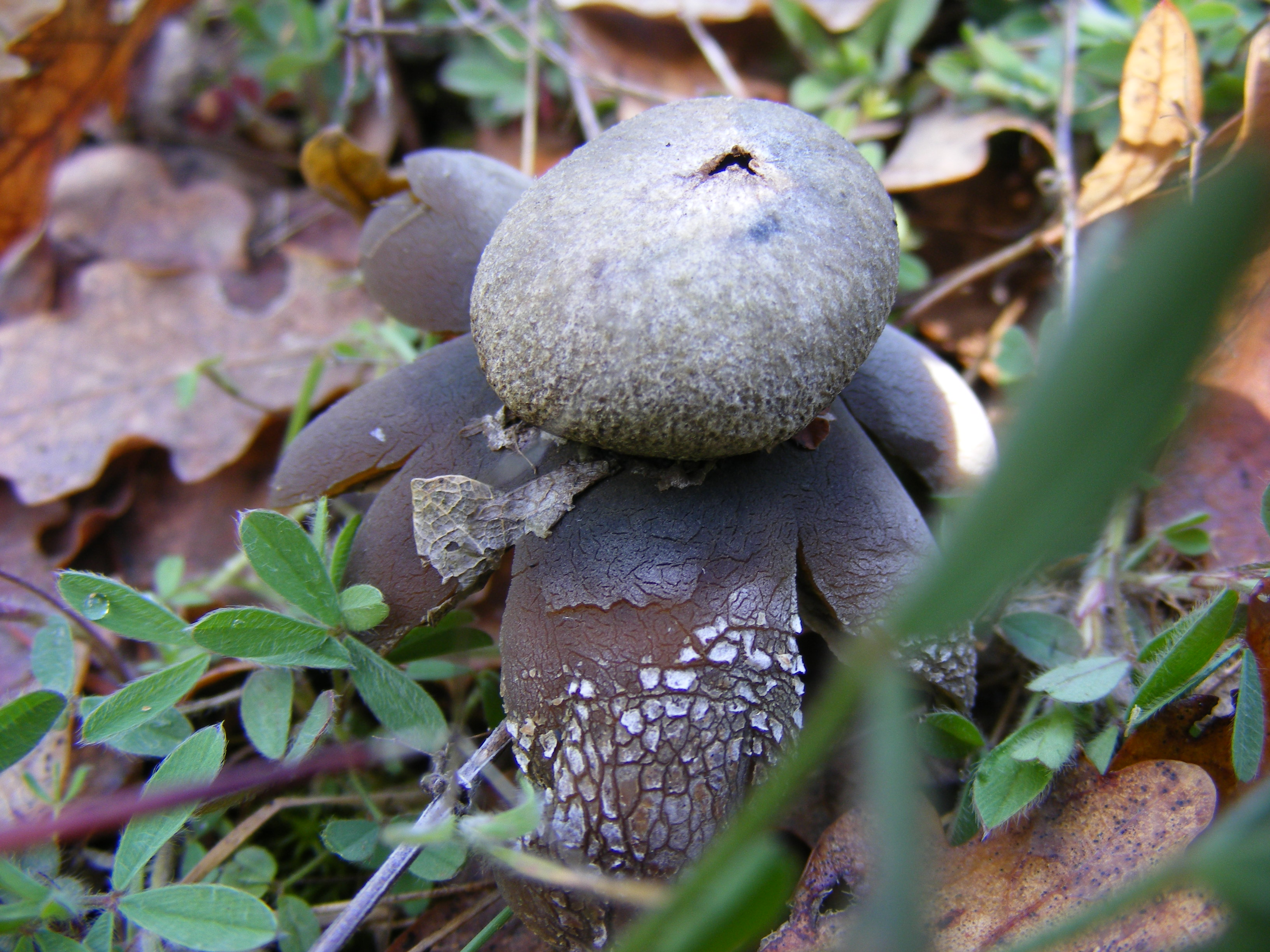
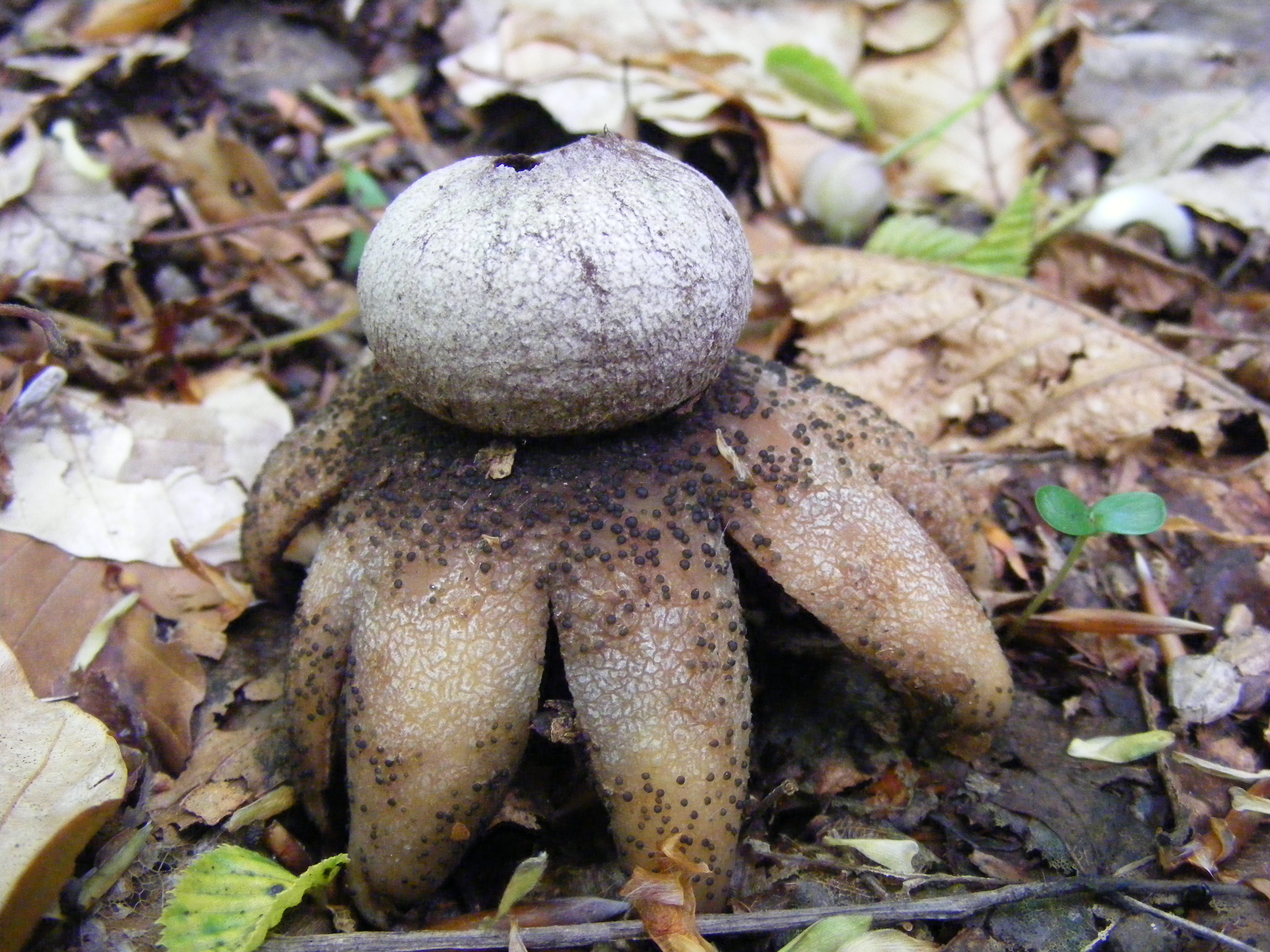
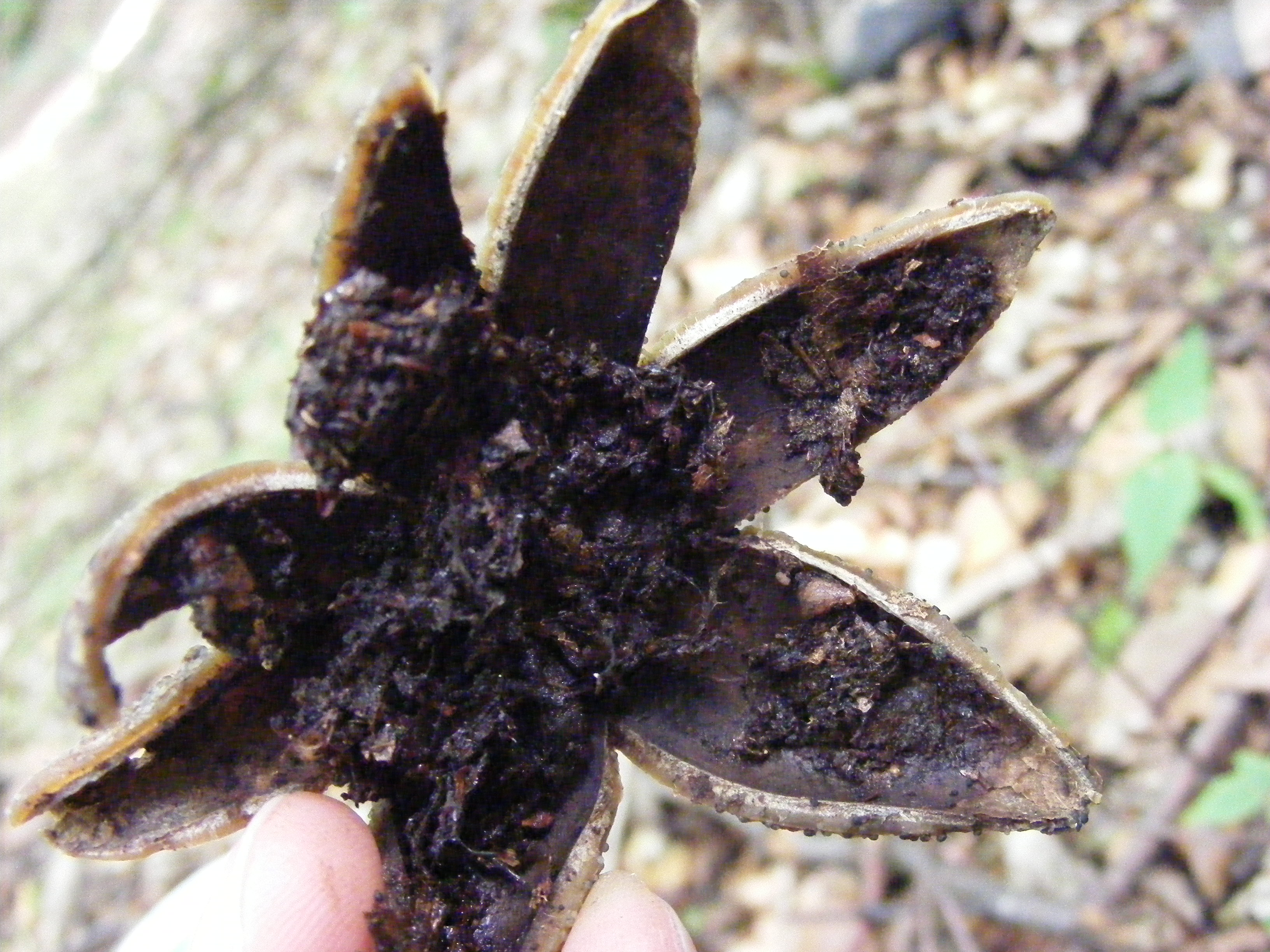